# راستون شرقی
راستون شرقی (به انگلیسی: East Ruston) یک روستا و محله مدنی در بریتانیا است که در North Norfolk واقع شده‌است. راستون شرقی ۱۰٫۱۳ کیلومتر مربع مساحت و ۵۹۵ نفر جمعیت دارد.